# 聖ニコラス大聖堂 (ワシントンD.C.)
座標: 北緯38度55分30秒 西経77度04分07秒 / 北緯38.9249度 西経77.0686度

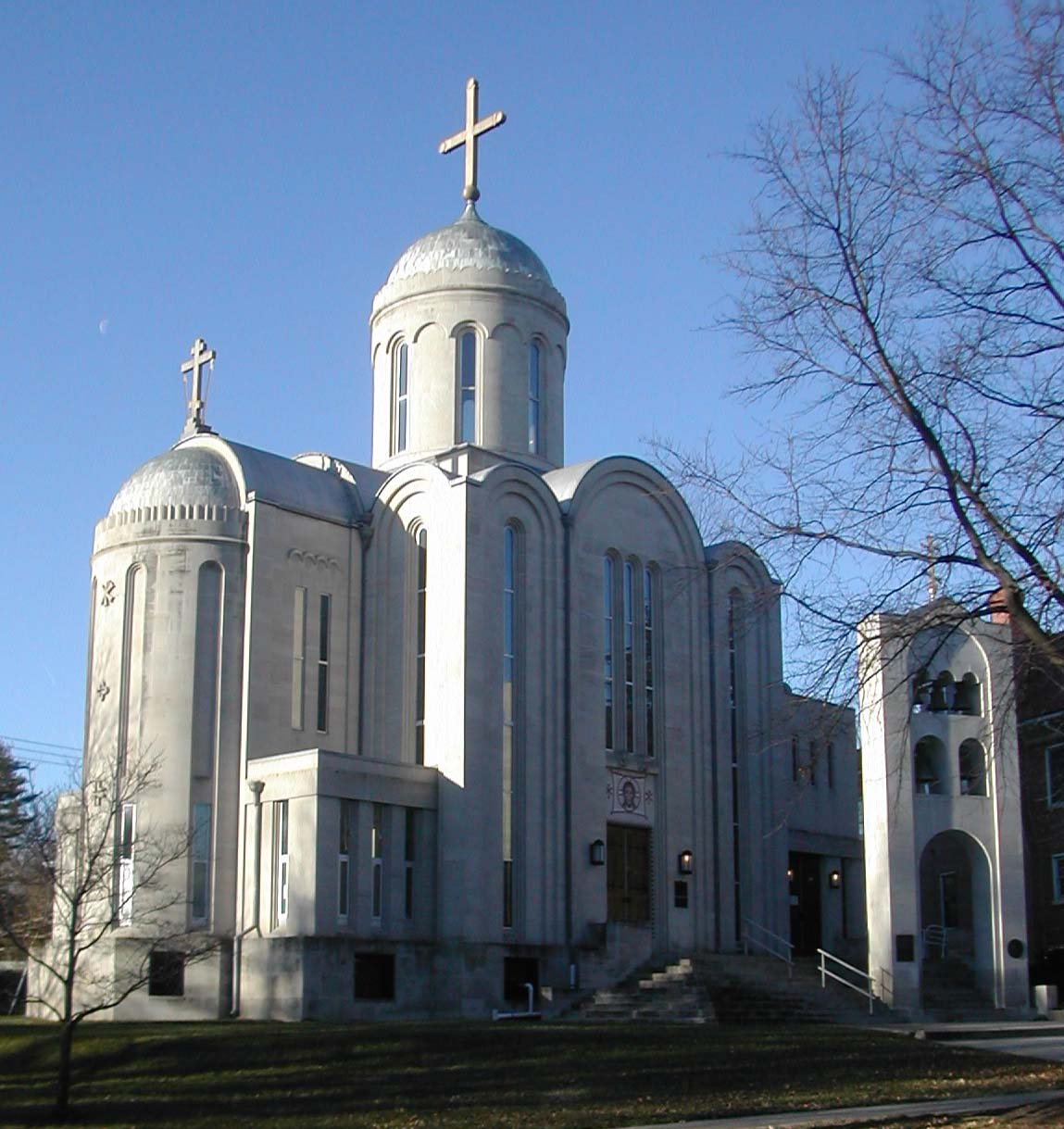
ワシントンD.C.の聖ニコラス大聖堂

ワシントンD.C.の聖ニコラス大聖堂（せいニコラスだいせいどう、英: St Nicholas Cathedral）は、アメリカ正教会の首座主教：全アメリカおよびカナダ府主教・ワシントン大主教の座所である、首座主教座大聖堂である。コンスタンティン・ホワイトが1998年から主任司祭として大聖堂に奉職している。

## 概要・沿革
最初の教会は1930年に聖ニコラス・ロシア正教会として設立された。大聖堂が建てられている土地は1951年購入。建物の基礎は1954年に完成、1962年に上部構造部が完成するまでの間も大聖堂は奉神礼に使われ続けた。

## 建築とイコン

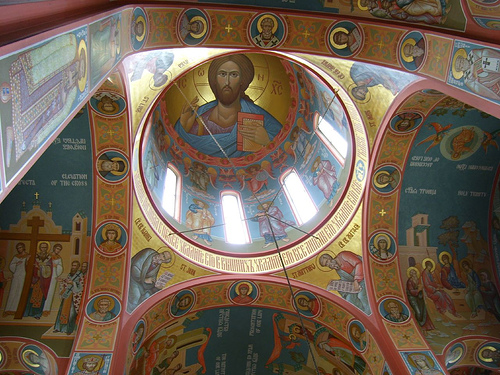
聖ニコラス大聖堂の中央ドーム内部

大聖堂の建築は、ロシアで12世紀に建てられた、聖ディミトリイ大聖堂に範をとっている。1991年から、アレクサンドル・マスカリオノフに率いられたイコン画家達によって身廊に伝統的なスタイルでのイコンが描かれ、1994年に完成した。